# Liczba

Diagram Hassego przedstawiający zawieranie się zbiorów i ogólniej – klas liczbowych w sobie. Symbol oznacza tu, że można skonstruować klasę liczb tak, aby była podklasą klasy Zbiory umieszczone na rysunku powyżej liczb zespolonych noszą wspólną nazwę liczb hiperzespolonych. Na niebiesko oznaczone są rodzaje liczb, które nie tworzą zbiorów, lecz klasy właściwe. Liczby algebraiczne całkowite nie są szczególnym przypadkiem liczb algebraicznych rzeczywistych – to nie jest pomyłka. Zobacz sekcję Liczby algebraiczne.

Liczba – pojęcie abstrakcyjne, jedno z najczęściej używanych w matematyce. Pierwotnie liczby służyły do porównywania wielkości zbiorów przedmiotów (liczby naturalne), później także wielkości ciągłych (miary i wagi), obecnie w matematyce są rozważane jako twory abstrakcyjne, w oderwaniu od ewentualnych fizycznych zastosowań.
W matematyce określenie „liczba” bez żadnego przymiotnika jest nieścisłe, gdyż matematycy nie definiują „liczb”, lecz „liczby naturalne”, „liczby całkowite” itp. Poszczególne rodzaje liczb są definiowane za pomocą aksjomatów lub konstruowane z bardziej podstawowych pojęć, jak zbiór, czy typy liczb prostsze od konstruowanego.

## Zastosowania
Najprostsze rodzaje liczb, jak liczby naturalne czy rzeczywiste, są w powszechnym użyciu jako oznaczenia ilości przedmiotów (np. pięć jabłek) lub mnożnika pewnej jednostki miary (np. dwa i pół metra). Zapisy liczb naturalnych są używane także jako identyfikatory, np. numery telefonów, dróg, PESEL, ISBN.
W matematyce pojęcie liczby zostało rozszerzone z poznawanych w szkole podstawowej liczb naturalnych, wymiernych i rzeczywistych na takie abstrakcje, jak liczby zespolone, p-adyczne, kwaterniony, czy sedeniony. Liczby zespolone okazały się przydatne w wielu dziedzinach od grafiki komputerowej, przez elektronikę, teorię płynów, aż do fizyki kwantowej i teorii względności. Kwaterniony znalazły zastosowanie w grafice trójwymiarowej do prostego obliczania obrotów w przestrzeni (zob. współrzędne jednorodne). Liczby p-adyczne znalazły zastosowanie w kryptografii.

## Opis intuicyjny
Poniższe opisy w żadnym wypadku nie są ścisłymi definicjami. Liczby są jednak w matematyce definiowane ściśle, i definicje te są przedstawione w wydzielonym artykule. Poniżej podane są opisy tylko kilku najprostszych zbiorów liczbowych.

### Liczby naturalne
Najczęściej używanymi liczbami są liczby naturalne. Wśród matematyków istnieją dwie szkoły:
- Jedni uważają, że zero powinno zaliczać się do liczb naturalnych (a więc liczby naturalne to {\displaystyle 0,1,2,3,4,\dots }). Takie podejście jest związane z najbardziej „naturalnym” zastosowaniem liczb naturalnych – zliczaniem elementów skończonych zbiorów. W życiu codziennym używa się liczb naturalnych głównie w tym właśnie celu, aby określić liczbę przedmiotów w jakiejś grupie. Zero odpowiada wtedy liczności zbioru pustego.
- Inni uznają, że liczby naturalne zaczynają się od jedynki. Liczba zero weszła do matematyki stosunkowo późno. Dopiero w XVII wieku zero było powszechnie rozpoznawane jako liczba w Europie[2], być może więc wydaje się „mniej naturalna” od pozostałych liczb naturalnych.

Z punktu widzenia aksjomatyki kwestia zaliczenia zera do liczb naturalnych jest czysto umowna i nie sprawia żadnych problemów pod warunkiem konsekwentnego trzymania się tej umowy podczas rozumowania.

### Liczby całkowite
Liczby ujemne to liczby mniejsze od zera. Dla każdej dodatniej liczby (czyli większej od zera) można wskazać liczbę do niej przeciwną, czyli liczbę ujemną leżącą na osi liczbowej w tej samej odległości od zera. Ich suma zawsze daje zero: jeśli na konto wpłynie 100 zł, to w rachunkach można ten fakt zaznaczyć jako 100, wypłatę 100 zł można wtedy oznaczać liczbą ujemną –100. Liczby naturalne {\displaystyle 1,2,3,\dots ,} zero oraz liczby przeciwne do naturalnych {\displaystyle -1,-2,-3,\dots } znane są właśnie jako liczby całkowite.

### Liczby wymierne
Liczby wymierne to intuicyjnie ułamki powstające przez podzielenie liczby całkowitej (zwanej licznikiem) przez liczbę całkowitą różną od zera (zwaną mianownikiem), np. {\displaystyle {\tfrac {-3}{5}}.} Dzielenie przez zero jest operacją niewykonalną.
Ułamek {\displaystyle {\tfrac {n}{m}}} dla {\displaystyle 0<n\leqslant m} reprezentuje wielkość otrzymaną po podzieleniu całości na {\displaystyle m} równych części, a następnie wybraniu {\displaystyle n} spośród nich. Dwa różne ułamki mogą reprezentować tę samą liczbę wymierną, np. {\displaystyle {\tfrac {1}{2}}={\tfrac {2}{4}}.} Dla każdego {\displaystyle c\neq 0} ułamek {\displaystyle {\tfrac {a}{b}}} jest równy {\displaystyle {\tfrac {ac}{bc}}.} Operację zamiany {\displaystyle {\tfrac {a}{b}}} na {\displaystyle {\tfrac {ac}{bc}}} nazywa się rozszerzeniem ułamka, odwrotną zaś skróceniem ułamka.
Jeśli licznik i mianownik są jednocześnie dodatnie lub jednocześnie ujemne, to reprezentowana przez ułamek liczba wymierna jest dodatnia. Jeśli licznik jest zerem, to liczba wymierna jest zerem. Jeśli licznik ma znak przeciwny do znaku mianownika, to liczba wymierna nim wyrażona jest ujemna.
Jeśli {\displaystyle n,m>0} oraz {\displaystyle n>m,} to ułamek reprezentuje liczbę większą od 1. Jeśli {\displaystyle n=km} (gdzie {\displaystyle k} jest liczbą całkowitą), to ułamek reprezentuje liczbę całkowitą {\displaystyle k.}
Liczby wymierne są uporządkowane liniowo (każde dwie liczby wymierne są porównywalne). Jest to porządek gęsty: między dwiema różnymi liczbami można zawsze znaleźć inną liczbę (a nawet nieskończenie wiele liczb).

### Liczby rzeczywiste
Już starożytni pitagorejczycy odkryli, że istnieją liczby, których nie da się przedstawić w postaci ułamka {\displaystyle {\tfrac {n}{m}}} (takie jak np. {\displaystyle {\sqrt {2}},} czyli długość przekątnej kwadratu o boku jednostkowym), a więc nie są liczbami wymiernymi. Pitagorejczycy czcili liczby jako doskonałość i to odkrycie było dla nich szokiem. Fakt istnienia liczb niewymiernych był ich najgłębiej skrywaną tajemnicą.
Liczby rzeczywiste to liczby wymierne oraz liczby niewymierne znajdujące się pomiędzy liczbami wymiernymi, lecz nie dające wyrazić się w postaci ułamka, takie jak {\displaystyle {\sqrt {3}}} czy π. Każdej liczbie rzeczywistej odpowiada punkt na prostej (tzw. oś liczbowa).
Każda liczba rzeczywista jest punktem skupienia zbioru liczb wymiernych i liczby wymierne są gęstym podzbiorem zbioru liczb rzeczywistych.

### Liczby zespolone
Liczby urojone to liczby, których kwadraty są niedodatnimi liczbami rzeczywistymi. W szczególności jedną z nich jest tzw. jednostka urojona {\displaystyle i,} dla której {\displaystyle i^{2}=-1.} Żadna liczba urojona oprócz zera nie jest równocześnie liczbą rzeczywistą.
Liczby zespolone to liczby powstające przez zsumowanie liczby rzeczywistej i liczby urojonej, np. {\displaystyle 2+3i.} W szczególności liczby rzeczywiste oraz liczby urojone także są liczbami zespolonymi (np. {\displaystyle 5=5+0i}). Każdej liczbie zespolonej odpowiada punkt na płaszczyźnie (tzw. płaszczyzna zespolona), a dodawanie i mnożenie są interpretowane geometrycznie.
Liczby zespolone są szczególnymi przypadkami kwaternionów, tessarinów i kokwaternionów dla {\displaystyle c=0} i {\displaystyle d=0}

### Liczby algebraiczne
Liczba algebraiczna to taka liczba zespolona, która podstawiona do jakiegoś wielomianu o wymiernych współczynnikach (np. {\displaystyle {\tfrac {3}{5}}x^{5}-4x^{4}+{\tfrac {7}{8}}x^{3}+{\tfrac {1}{116}}x-1}) da w wyniku zero. W szczególności każda liczba wymierna {\displaystyle {\tfrac {p}{q}}} jest algebraiczna, bo jest pierwiastkiem wielomianu {\displaystyle qx-p.}

### Liczby przestępne
Liczby przestępne to liczby zespolone niebędące algebraicznymi. Słynnymi przykładami liczb przestępnych są π oraz e.

### Liczby dualne
Nilpotent {\displaystyle \epsilon } to taki element, że {\displaystyle \epsilon ^{2}=0.}
Liczby dualne powstają analogicznie do liczb zespolonych poprzez zsumowanie części rzeczywistej i wielokrotności nilpotenta. Mają one postać {\displaystyle z=a+b\epsilon ,} gdzie {\displaystyle a} i {\displaystyle b} to liczby rzeczywiste.

### Liczby podwójne
Przy konstrukcji liczb podwójnych używa się jednostki {\displaystyle \jmath } niebędącej liczbą rzeczywistą. Różni się ona od jednostki urojonej {\displaystyle i} w tym, że {\displaystyle \jmath ^{2}=+1.}
Liczby podwójne powstają poprzez zsumowanie części rzeczywistej i wielokrotności jednostki {\displaystyle \jmath .} Mają one postać {\displaystyle z=a+b\jmath ,} gdzie {\displaystyle a} i {\displaystyle b} to liczby rzeczywiste.
Liczby rzeczywiste są szczególnymi przypadkami liczb podwójnych, dla {\displaystyle b=0.} Liczby podwójne są natomiast szczególnymi przypadkami tessarinów i kokwaternionów (ale nie kwaternionów).

## Oznaczenia zbiorów liczbowych
W matematyce powszechnie przyjęte są pewne oznaczenia zbiorów liczbowych. W polskich szkołach podstawowych  średnich korzysta się z symboli nawiązujących do polskich nazw zbiorów, jednak w szkołach wyższych i środowisku naukowym (a także tym i pozostałych artykułach Wikipedii) korzysta się z oznaczeń międzynarodowych.
| Zbiór                     | Oznaczenie „szkolne”                                                  | Oznaczenie standardowe                                                | Uwagi                                                                                              |
| ------------------------- | --------------------------------------------------------------------- | --------------------------------------------------------------------- | -------------------------------------------------------------------------------------------------- |
| Liczby naturalne bez zera | {\displaystyle \mathbf {N} _{+}}                                      | {\displaystyle \mathbb {N} ,} czasem {\displaystyle \mathbb {N} _{+}} | rzadziej używane oznaczenia: {\displaystyle \mathbb {N} _{1},\mathbb {N} ^{+},\mathbb {N} _{>0}}   |
| Liczby naturalne z zerem  | {\displaystyle \mathbf {N} _{0},} czasem {\displaystyle \mathbf {N} } | {\displaystyle \mathbb {N} _{0},} czasem {\displaystyle \mathbb {N} } | w teorii mnogości {\displaystyle \omega }                                                          |
| Liczby całkowite          | {\displaystyle \mathbf {C} }                                          | {\displaystyle \mathbb {Z} }                                          | od niem. Zahlen – liczby                                                                           |
| Liczby wymierne           | {\displaystyle \mathbf {W} }                                          | {\displaystyle \mathbb {Q} }                                          | od niem. Quotient – iloraz[4]                                                                      |
| Liczby niewymierne        | czasem {\displaystyle \mathbf {N} \mathbf {W} }                       | {\displaystyle \mathbb {R} \setminus \mathbb {Q} }                    | |
| Liczby rzeczywiste        | {\displaystyle \mathbf {R} }                                          | {\displaystyle \mathbb {R} }                                          | od ang. real numbers                                                                               |
| Liczby algebraiczne       |                                                                       | {\displaystyle {\bar {\mathbb {Q} }}}                                 | czasem {\displaystyle \mathbb {A} }, algebraiczne domknięcie {\displaystyle {\bar {\mathbb {Q} }}} |
| Liczby zespolone          | {\displaystyle \mathbf {Z} }                                          | {\displaystyle \mathbb {C} }                                          | od ang. complex numbers                                                                            |
| Kwaterniony               |                                                                       | {\displaystyle \mathbb {H} }                                          | od ang. Hamilton numbers – liczby Hamiltona                                                        |
| Oktoniony                 |                                                                       | {\displaystyle \mathbb {O} }                                          | znane również jako oktawy Cayleya, brak łącznego mnożenia, status liczby kontrowersyjny            |
| Sedeniony                 |                                                                       | {\displaystyle \mathbb {S} }                                          | mnożenie nie jest łączne, nietrywialne dzielniki zera, status liczby kontrowersyjny                |
| Liczby p-adyczne          |                                                                       | {\displaystyle \mathbb {Q} _{p}}                                      | |

## Własności algebraiczne
Działania na liczbach, takie jak dodawanie, odejmowanie, mnożenie czy dzielenie, można zdefiniować także w zbiorach, które nie mają z liczbami wiele wspólnego, jak symetrie wielościanów w przestrzeni, o ile tylko działania te będą tam miały podobne właściwości, np. będą przemienne, czy łączne. Struktury algebraiczne, w których działania mają pewne określone właściwości, posiadają w algebrze własne nazwy, takie jak grupa, pierścień czy ciało.
Liczby na ogół definiowane są krok po kroku. Rozpoczyna się od liczb naturalnych, następnie rozszerza ich algebrę na liczby całkowite, wymierne, rzeczywiste, zespolone…
Struktury algebraiczne liczb całkowitych i wymiernych rozszerzają kolejno strukturę liczb naturalnych tak, aby najprostsze działania arytmetyczne dawały się w nich wykonać dla dowolnych dwóch liczb (z wyjątkiem dzielenia przez zero). Działania takie nazywa się działaniami wewnętrznymi danego zbioru liczbowego, gdyż ich wynik zawsze będzie zawarty w tym zbiorze, dlatego mówi się też, że zbiór jest zamknięty ze względu na dane działanie. Kolejne rozszerzenia – na liczby rzeczywiste i zespolone – wzbogacają strukturę algebraiczną o dalsze interesujące właściwości.
- Dla liczb naturalnych (z zerem lub bez niego) działaniami wewnętrznymi są np. dodawanie i mnożenie. Dodanie lub pomnożenie przez siebie dwóch liczb naturalnych daje zawsze liczbę naturalną. Dla dodawania i mnożenia można skonstruować działania odwrotne – odejmowanie i dzielenie. Jednak odejmowanie większej liczby od mniejszej nie daje się wykonać w zbiorze liczb naturalnych, odejmowanie nie jest zatem działaniem wewnętrznym tego zbioru. Podobnie jest z dzieleniem.
- Rozszerzenie liczb naturalnych tak, aby odejmowanie było zawsze wykonalne, daje w rezultacie pierścień liczb całkowitych. Odejmowanie jest już dla nich działaniem wewnętrznym.
- Powiększenie pierścienia liczb całkowitych tak, aby wykonalne było dzielenie dowolnej liczby całkowitej przez dowolną niezerową liczbę całkowitą, prowadzi do tzw. ciała liczb wymiernych. Jego działaniami wewnętrznymi są dodawanie, odejmowanie, mnożenie oraz dzielenie przez liczbę niezerową.
- Liczby wymierne nie wyczerpują wszystkich możliwości. Jak już wspomniano wcześniej, przekątna kwadratu o boku jednostkowym ma długość nie dającą się wyrazić liczbą wymierną. Również pole powierzchni koła o promieniu jednostkowym nie daje się wyrazić taką liczbą. Pole to można jednak z dowolną dokładnością przybliżyć, pokrywając koło siatką przystających kwadratów o bokach będących liczbami wymiernymi i zliczając pola kwadratów mieszczących się w całości w tym kole. Następnie powtarzając tę operację dla coraz mniejszych kwadratów można utworzyć ciąg liczb wymiernych coraz lepiej przybliżających pole danego koła. Żądanie, aby dowolna skończona granica ciągu liczb wymiernych dawała się wyrazić liczbowo, prowadzi do rozszerzenia ciała liczb wymiernych do ciała liczb rzeczywistych.
- Wielomiany w zbiorze liczb rzeczywistych nie zawsze mają pierwiastki rzeczywiste – matematycy mówią, że ciało liczb rzeczywistych nie jest algebraicznie domknięte. Na przykład równanie {\displaystyle x^{2}+1=0} nie ma w tym zbiorze rozwiązań. Na mocy twierdzenia, iż każde ciało jest podciałem pewnego ciała algebraicznie domkniętego, zbiór liczb rzeczywistych można rozszerzyć tak, aby każdy wielomian stopnia co najmniej pierwszego jednej zmiennej miał pierwiastek w nowym ciele. Powyższa propozycja usprawiedliwia użycie tzw. liczb zespolonych.
- Zbiory liczbowe można rozszerzać w dalszym stopniu otrzymując tzw. liczby hiperzespolone, w tym: kwaterniony, oktawy Cayleya i sedeniony. Zbiory te mają jednak coraz gorsze właściwości algebraiczne: kwaterniony nie tworzą już ciała, ponieważ mnożenie przestaje być przemienne, a w oktawach mnożenie przestaje być nawet łączne. Mimo wszystko liczby te znajdują swoje zastosowania. Więcej na ten temat znajduje się w artykule aksjomaty i konstrukcje liczb.

Odpowiednie własności działań w podstawowych zbiorach liczbowych zostały ujęte w tabeli (niżej legenda, oznaczenia wprowadzono wyłącznie na potrzeby artykułu):
| Zbiór liczbowy            | Dodawanie                           | Odejmowanie                         | Mnożenie                            | Dzielenie                           |
| ------------------------- | ----------------------------------- | ----------------------------------- | ----------------------------------- | ----------------------------------- |
| Liczby naturalne bez zera | {\displaystyle _{\mathbf {WPL--} }} | {\displaystyle _{\mathbf {-----} }} | {\displaystyle _{\mathbf {WPLN-} }} | {\displaystyle _{\mathbf {---no} }} |
| Liczby naturalne z zerem  | {\displaystyle _{\mathbf {WPLN-} }} | {\displaystyle _{\mathbf {---nO} }} | {\displaystyle _{\mathbf {WPLN-} }} | {\displaystyle _{\mathbf {---no} }} |
| Liczby całkowite          | {\displaystyle _{\mathbf {WPLNO} }} | {\displaystyle _{\mathbf {W--nO} }} | {\displaystyle _{\mathbf {WPLN-} }} | {\displaystyle _{\mathbf {---no} }} |
| Liczby wymierne           | {\displaystyle _{\mathbf {WPLNO} }} | {\displaystyle _{\mathbf {W--nO} }} | {\displaystyle _{\mathbf {WPLNo} }} | {\displaystyle _{\mathbf {w--no} }} |
| Liczby rzeczywiste        | {\displaystyle _{\mathbf {WPLNO} }} | {\displaystyle _{\mathbf {W--nO} }} | {\displaystyle _{\mathbf {WPLNo} }} | {\displaystyle _{\mathbf {w--no} }} |
| Liczby zespolone          | {\displaystyle _{\mathbf {WPLNO} }} | {\displaystyle _{\mathbf {W--nO} }} | {\displaystyle _{\mathbf {WPLNo} }} | {\displaystyle _{\mathbf {w--no} }} |
| Symbol | Własność                                                                  | Definicja |
| --- | ------------------------------------------------------------------------- | --- |
| Legenda: {\displaystyle \diamondsuit } oznacza opisywane działanie, {\displaystyle X} to dany zbiór liczbowy |                                                                           | |
| {\displaystyle _{\mathbf {W} }}                                                                              | Zamkniętość zbioru na działanie.                                          | {\displaystyle \bigwedge _{a,b\in X}a\diamondsuit b\in X}                                                                                               |
| {\displaystyle _{\mathbf {w} }}                                                                              | Zamkniętość zbioru na dzielenie z wyłączeniem dzielenia przez zero.       | {\displaystyle \bigwedge _{a\in X}\bigwedge _{b\in X\setminus \{0\}}{\tfrac {a}{b}}\in X}                                                               |
| {\displaystyle _{\mathbf {p} }}                                                                              | Przemienność działania                                                    | {\displaystyle \bigwedge _{a,b\in X}a\diamondsuit b=b\diamondsuit a}                                                                                    |
| {\displaystyle _{\mathbf {L} }}                                                                              | Łączność działania                                                        | {\displaystyle \bigwedge _{a,b,c\in X}a\diamondsuit (b\diamondsuit c)=(a\diamondsuit b)\diamondsuit c}                                                  |
| {\displaystyle _{\mathbf {N} }}                                                                              | Obustronny element neutralny {\displaystyle e} działania w tym zbiorze.   | {\displaystyle \bigvee _{e\in X}\bigwedge _{a\in X}e\diamondsuit a=a\diamondsuit e=a}                                                                   |
| {\displaystyle _{\mathbf {n} }}                                                                              | Wyłącznie prawostronny element neutralny dla wszystkich elementów zbioru. | {\displaystyle \bigwedge _{a\in X}a\diamondsuit e=a} |
| {\displaystyle _{\mathbf {O} }}                                                                              | Obustronny element odwrotny dla wszystkich elementów zbioru.              | {\displaystyle \bigwedge _{a\in X}\bigvee _{b\in X}a\diamondsuit b=b\diamondsuit a=e,} gdzie {\displaystyle e} jest elementem neutralnym                |
| {\displaystyle _{\mathbf {o} }}                                                                              | Obustronny element odwrotny dla wszystkich niezerowych elementów zbioru.  | {\displaystyle \bigwedge _{a\in X\setminus \{0\}}\bigvee _{b\in X}a\diamondsuit b=b\diamondsuit a=e,} gdzie {\displaystyle e} jest elementem neutralnym |
Rodzaje struktur algebraicznych tworzonych przez poszczególne zbiory liczbowe z odpowiednimi działaniami:
- Dodawanie w zbiorze liczb naturalnych bez zera (jako działaniem łącznym i wewnętrznym) jest przykładem tzw. półgrupy.
- W zbiorze liczb naturalnych z zerem istnieje dodatkowo element neutralny dodawania (zero), w związku z czym ten zbiór z dodawaniem stanowi tzw. monoid.
- W zbiorze liczb całkowitych i szerszych, dodawanie jest odwracalne (dla każdego elementu {\displaystyle x} istnieje element {\displaystyle y} taki, że {\displaystyle x+y=0;} element ten nazywa się elementem przeciwnym do {\displaystyle x} i oznacza przez {\displaystyle -x}). Zatem zbiór liczb całkowitych z dodawaniem tworzy grupę przemienną.
- Mnożenie we wszystkich tych zbiorach jest łączne, wewnętrzne i ma dokładnie jeden element neutralny, działanie to jednak nie jest odwracalne (zero nie ma elementu odwrotnego). Tworzy więc monoid.
- Dodawanie i mnożenie razem tworzą w zbiorze liczb naturalnych tzw. półpierścień
- Zbiór liczb całkowitych z dodawaniem i mnożeniem tworzy dziedzinę całkowitości.
- Począwszy od liczb wymiernych, zbiory z dodawaniem i mnożeniem razem tworzą już ciało – mnożenie z wyłączeniem zera jest odwracalne.
- Zbiory liczb wymiernych, rzeczywistych i zespolonych bez zera z mnożeniem tworzą grupę przemienną.
- Zbiór liczb rzeczywistych tworzy przestrzeń liniową nad ciałem liczb wymiernych.
- Ciało liczb rzeczywistych (i każde jego podciało) jest ciałem formalnie rzeczywistym, tj. element przeciwny jedynki nie jest sumą kwadratów niezerowych elementów ciała: {\displaystyle \bigwedge _{x_{1},\dots ,x_{n}\in \mathbb {R} \setminus \{0\}}x_{1}^{2}+\ldots +x_{n}^{2}\neq -1.}
- Ciało {\displaystyle \mathbb {R} } liczb rzeczywistych i ciało {\displaystyle \mathbb {A} \cap \mathbb {R} } liczb rzeczywistych algebraicznych są ciałami rzeczywiście domkniętymi:, tj. są ciałami formalnie rzeczywistymi, które nie posiadają rozszerzenia algebraicznego będącego ciałem formalnie rzeczywistym.
- Zbiór liczb zespolonych tworzy przestrzeń liniową nad ciałem liczb rzeczywistych.
- Ciało {\displaystyle \mathbb {C} } liczb zespolonych i ciało {\displaystyle \mathbb {A} } liczb algebraicznych są ciałami algebraicznie domkniętymi, tzn. każdy wielomian stopnia co najmniej pierwszego jednej zmiennej ze współczynnikami w {\displaystyle \mathbb {C} } albo {\displaystyle \mathbb {A} } ma pierwiastek w odpowiednym ciele. W szczególności istnieje {\displaystyle z\in \mathbb {C} } takie, że {\displaystyle z^{2}=-1.} W ciele liczb zespolonych istnieją dokładnie dwie liczby o tej własności oznaczane {\displaystyle i} oraz {\displaystyle -i.}

## Moce zbiorów liczbowych
Zbiory liczb naturalnych, całkowitych, wymiernych oraz algebraicznych są równoliczne, czyli mają tę samą moc; oznacza się ją za pomocą hebrajskiej litery alef z zerem w indeksie (czyt. alef-zero), czyli {\displaystyle \aleph _{0}.}
Zbiory o mocy nie większej niż {\displaystyle \aleph _{0}} (w szczególności zbiory skończone) nazywane są zbiorami przeliczalnymi.
Zbiory liczb rzeczywistych, zespolonych, kwaternionów, oktonionów, sedenionów oraz liczb p-adycznych mają większą moc – continuum – oznaczaną symbolem {\displaystyle {\mathfrak {c}}.} Kwestia, czy pomiędzy liczbą kardynalną {\displaystyle \aleph _{0}} a {\displaystyle {\mathfrak {c}}} jest jakakolwiek inna liczba kardynalna (hipoteza continuum), okazała się niemożliwa do wyprowadzenia z pozostałych aksjomatów teorii mnogości.
Liczby kardynalne i opisane dalej liczby porządkowe nie tworzą w ogóle zbiorów. Założenie, że można utworzyć zbiór wszystkich liczb kardynalnych lub porządkowych, prowadzi do sprzeczności (paradoks Buralego-Fortiego).

## Systemy liczbowe
System liczbowy to zbiór reguł do jednolitego zapisywania liczb. Generalnie systemy liczbowe można podzielić na pozycyjne i addytywne.

System zapisu liczb prekolumbijskich Majów opierał się na systemie piątkowym dla liczb 0–19. Większe liczby zapisywano używając potęg dwudziestki i powyższych symboli jako cyfr systemu dwudziestkowego

### Pozycyjne systemy liczbowe
W pozycyjnych systemach liczbowych ten sam symbol (cyfra) ma różną wartość w zależności od pozycji, jaką zawiera w danej liczbie. Na przykład w dziesiętnym zapisie liczby 11, pierwsza jedynka ma wartość 10, a druga 1, ze względu na inną ich pozycję w zapisie liczby.
Przykłady:
- dziesiętny system liczbowy, który jest współcześnie w powszechnym użyciu
{\displaystyle 109_{10}=1\cdot 10^{2}+0\cdot 10^{1}+9\cdot 10^{0}}
- dwójkowy system liczbowy, czyli o podstawie 2, stosowany w elektronice cyfrowej, np. w komputerach. Przyczyną jest prostsza budowa i większa odporność na błędy bramek logicznych (elementów z których budowany jest układ cyfrowy) przy mniejszej liczbie możliwych stanów. Ponieważ najmniejsza użyteczna liczba stanów to dwa, więc najtaniej i najprościej zbudować układy cyfrowe oparte na systemie dwójkowym.
{\displaystyle 10011101_{2}=1\cdot 2^{7}+0\cdot 2^{6}+0\cdot 2^{5}+1\cdot 2^{4}}{\displaystyle +1\cdot 2^{3}+1\cdot 2^{2}+0\cdot 2^{1}+1\cdot 2^{0}=157_{10}}
- szesnastkowy system liczbowy, w którym liczbom 10 do 15 odpowiadają cyfry oznaczane pierwszymi (małymi lub dużymi) literami alfabetu. Najczęściej używany w informatyce ze względu na oszczędność miejsca przy notowaniu, ponieważ każdy bajt może być zakodowany dwiema cyframi szesnastkowymi oraz łatwe konwersje do/z systemu dwójkowego – cyfrze szesnastkowej odpowiadają cztery cyfry dwójkowe (z podobnych względów używa się czasem ósemkowego systemu liczbowego).
{\displaystyle 1AF_{16}=1\cdot 16^{2}+10\cdot 16^{1}+15\cdot 16^{0}=431_{10}}

W pozycyjnych systemach liczbowych o podstawie {\displaystyle k} każda nieujemna liczba rzeczywista {\displaystyle x} może być rozwinięta przy pomocy szeregu:
{\displaystyle x=c_{n}k^{n}+c_{n-1}k^{n-1}+\ldots +c_{1}k+c_{0}+c_{-1}k^{-1}+c_{-2}k^{-2}+\ldots }
gdzie {\displaystyle c_{i}} to cyfry będące liczbami naturalnymi z przedziału od 0 do {\displaystyle k-1.}
Skrótowo liczbę nieujemną zapisuje się jako {\displaystyle c_{n}c_{n-1}\ldots c_{1}c_{0},c_{-1}c_{-2}\ldots } W krajach anglosaskich zamiast przecinka zarezerwowanego do oddzielania tysięcy używana jest kropka. Dla liczb ujemnych zapisujemy ich moduł, dodając z przodu znak {\displaystyle -,} np. {\displaystyle -25,4}. Przez analogię dla liczb dodatnich można dodać z przodu znak {\displaystyle +.} W księgowości stosuje się też inne notacje, na przykład liczby ujemne ujmuje się w nawiasy.
Liczby rzeczywiste często wymagają nieskończenie wielu cyfr do swego zapisu. Zapis liczb wymiernych zawsze wykazuje okresowość, to znaczy od pewnego momentu ciąg cyfr zaczyna się cyklicznie powtarzać. Liczby naturalne są zapisywane skończoną liczbą cyfr, gdyż wszystkie cyfry {\displaystyle c_{i}} dla {\displaystyle i<0} są zerami, więc ich zapis można pominąć.

### Addytywne systemy liczbowe
W addytywnych systemach liczbowych symbole mają zawsze tę samą wartość, a liczbę uzyskuje się przez ich sumowanie. Tym samym musi ich być odpowiednio więcej. Przykłady:
- rzymski system liczbowy – używany śladowo do dziś, np. do zapisu stulecia.

## Reprezentacje liczb w informatyce
Dane w pamięci komputera i w plikach zapisane są w postaci ciągu tak zwanych bajtów. Każdy bajt składa się z ośmiu cyfr systemu dwójkowego (0 lub 1), zwanych bitami. Pojedynczy bajt może przyjmować jeden z {\displaystyle 2^{8}=256} stanów. Powstaje konieczność zakodowania liczb w postaci ciągu bajtów, tak aby komputery mogły je przetwarzać. Można to zrobić na wiele sposobów, jednak w praktyce używanych jest kilka standardów:

### Liczby naturalne
Typ obejmujący przedział liczb naturalnych z zerem zwany jest w informatyce liczbami bez znaku (ang. unsigned integers). W informatyce zawsze zalicza się zero do liczb bez znaku i – w odróżnieniu od matematyki – elementy ciągu, zwanego tu tablicą jednowymiarową, w najpopularniejszych językach numeruje się konsekwentnie od zera.
Liczby naturalne z przedziału 0–255 można po prostu zakodować jako wartość jednego bajta.
Na dwóch bajtach można już zapisać liczby naturalne z przedziału 0–65 535 (mamy do dyspozycji {\displaystyle 65\ 536=256^{2}} stanów). Każdą taką liczbę można zapisać w postaci {\displaystyle x=256h+l,} gdzie {\displaystyle h} oraz {\displaystyle l} to wartości tzw. starszego bajta i młodszego bajta, z przedziału od 0 do 255 każda. Wartości te można zapisać w pamięci na dwa sposoby: albo pierwszy jest starszy bajt, a drugi młodszy (tzw. notacja big endian), albo odwrotnie (little endian). W procesorach kompatybilnych z architekturą Intela (czyli np. w komputerach PC) stosowana jest notacja little endian, a w wielu innych procesorach (np. na większości rozwiązań serwerowych) big endian. Istnieją także procesory, w których kolejność bajtów można zmieniać. Jednak kolejność ta nie ma większego znaczenia, dopóki nie zapiszemy liczby do pliku albo nie prześlemy jej siecią i nie przeniesiemy w ten sposób na komputer stosujący inny standard. Z tego powodu np. maszyny wirtualne Java wykorzystują w plikach format big endian niezależnie od procesora.
Na czterech bajtach można zapisać liczby z przedziału od 0 do 4 294 967 295. Analogicznie jak poprzednio, przedstawienie danej liczby w systemie 256-kowym pozycyjnym jako {\displaystyle x=256^{3}a_{3}+256^{2}a_{2}+256a_{1}+a_{0}} uzyskuje się cztery bajty {\displaystyle a_{3},a_{2},a_{1},a_{0}.} Kolejność ich zapisu w pamięci, tak jak poprzednio, zależy od procesora – w przypadku little endian od bajta {\displaystyle a_{0}} do {\displaystyle a_{3},} w przypadku big endian – odwrotnie.
Do niektórych zastosowań konieczne są jeszcze większe liczby naturalne, np. zapisywane na 8 bajtach (w rodzinie języków C oznaczane unsigned _int64 lub unsigned long long int).
Istnieją także inne sposoby zapisu liczb naturalnych, bardzo rzadko jednak stosowane. Należy do nich kod BCD (od ang. binary coded decimal), gdzie kolejne cyfry dziesiętne są zapisywane w kolejnych półbajtach (inaczej nibblach, porcjach danych długości 4 bitów). Komplikuje to arytmetykę, ale upraszcza przeliczanie na system dziesiętny, kod BCD jest więc czasem stosowany w licznikach cyfrowych.

### Liczby całkowite
Typ obejmujący przedział liczb całkowitych zwany jest w informatyce liczbami ze znakiem (ang. signed integers).
Stosuje się tu tzw. kod uzupełnień do dwóch (ZU2). Liczba {\displaystyle x,} która ma zostać zapisana w postaci {\displaystyle n} bajtów jest przekształcana w następujący sposób:
{\displaystyle x'={\begin{cases}x&{\text{dla }}x\geqslant 0\\256^{n}+x&{\text{dla }}x<0\end{cases}}}
Następnie liczba {\displaystyle x'} jest zapisywana jako liczba naturalna. W ten sposób na jednym bajcie można zapisywać liczby z przedziału od {\displaystyle -128} do {\displaystyle 127,} na dwóch od {\displaystyle -32\,768} do {\displaystyle 32\,767,} i ogólnie na {\displaystyle n} bajtach liczby od {\displaystyle -2^{8n-1}} do {\displaystyle 2^{8n-1}-1} włącznie.
Istnieją również inne metody zapisu (np. kod uzupełnień do jedności), obecnie jednak nie stosowane.
W celu zapisywania dużych liczb naturalnych lub całkowitych buduje się odpowiednie klasy, np. java.math.BigInteger w języku Java

### Liczby rzeczywiste
Liczby rzeczywiste mogą być zapisywane jako:
- liczby stałoprzecinkowe, kiedy liczba mnożona jest przez pewną ustaloną z góry stałą, po czym zaokrąglana do najbliższej liczby całkowitej i jako taka zapisywana;
- liczby zmiennoprzecinkowe, gdy stała ta dobierana jest w zależności od kodowanej liczby, co czyni tę metodę bardziej uniwersalną.

Powszechnie stosuje się zmiennoprzecinkowy zapis liczby rzeczywistej w standardzie IEEE 754. Przybliżenie liczby rzeczywistej jest zapisywane w postaci {\displaystyle x=s\cdot 2^{w}\cdot m,} gdzie {\displaystyle s\in \{1,-1\}} jest nazywany znakiem, {\displaystyle w} – wykładnikiem, a {\displaystyle m\in [0,1)} – mantysą. Zero, które można by zakodować na wiele sposobów jest kodowane jako {\displaystyle s=+1,w=0,m=0}
Znak jest zapisywany jako jeden bit, równy 0 dla {\displaystyle s=+1} i 1 dla {\displaystyle s=-1.} Wykładnik jest zapisywany jak każda inna liczba całkowita w kodzie uzupełnień do dwóch. Mantysa jest mnożona przez {\displaystyle 2^{f},} gdzie {\displaystyle f} to liczba bitów przeznaczona na nią i zapisywana jako liczba naturalna.
Całość zajmuje kolejnych 4, 8 albo 16 bajtów (w zależności od wymaganej precyzji). Ich kolejność umieszczenia w pamięci jest zależna od procesora, identycznie jak w przypadku liczb naturalnych i całkowitych.

### Liczby zespolone i kwaterniony
Niektóre języki programowania posiadają arytmetykę liczb zespolonych. W nowoczesnych językach zwykle jest to realizowane za pomocą odpowiednich klas, np. Complex ze standardowej biblioteki C++. Jedną z przyczyn dawnej popularności Fortranu był fakt, iż język ten jako pierwszy posiadał typ liczb zespolonych.
Klasa obsługująca kwaterniony zdefiniowana jest w pakiecie DirectX, będąc sposobem na użycie tzw. współrzędnych jednorodnych do opisu punktów modelowanej przestrzeni trójwymiarowej (wierzchołków trójwymiarowej sceny) w grafice 3D; podobne typy istnieją również w innych pakietach grafiki trójwymiarowej.

## Literatura dodatkowa
- Jerzy Klukowski, I. Nabiałek: Algebra dla studentów. Wyd. 4. Wydawnictwa Naukowo-Techniczne, 2004. ISBN 83-204-3124-7. Brak numerów stron w książce
- Franciszek Leja: Rachunek różniczkowy i całkowy. Warszawa: Państwowe Wydawnictwo Naukowe, 1976. Brak numerów stron w książce
- Krzysztof Maurin: Analiza – Część I – Elementy. Warszawa: PWN, 1976. Brak numerów stron w książce
- Helena Musielak, Julian Musielak: Analiza matematyczna. Poznań: Wydawnictwo Naukowe UAM, 2000. ISBN 83-232-1049-7. Brak numerów stron w książce
- Fritz Reinhardt, Heinrich Soeder: Atlas matematyki. Prószyński i S-ka, 2003. ISBN 83-7469-189-1. Brak numerów stron w książce
- Jerzy Rutkowski: Algebra abstrakcyjna w zadaniach. Wyd. 5. PWN, 2006. ISBN 83-01-14388-6. Brak numerów stron w książce
- J. Widomski: Ontologia liczby. Kraków: 1996. Brak numerów stron w książce

Wyprowadzenie wszystkich algebr liczbowych od liczb naturalnych do oktaw Cayleya włącznie, w sposób zrozumiały dla uczniów gimnazjum, znajduje się w książce:
- Bogdan Miś: Tajemnicza liczba e i inne sekrety matematyki. Warszawa: Wydawnictwa Naukowo-Techniczne, 1989. Brak numerów stron w książce